# Донское 1-е
Донское 1-е — село Скорняковского сельского поселения Задонского района Липецкой области. 

## Название
Название — по Дону.
Законом Липецкой области от 11 ноября 2015 года № 463-ОЗ название Донское Первое изменено на Донское 1-е.

## География
Расположено на левом берегу реки Дон при впадении в неё реки Сухой Лубны.

## История
В 1710 году упоминается как деревня Донска́я, владение патриарха Филарета.
Позднее разделилось на Донское 1-е и Донское Второе.

## Население
| 1859 | 1897 | 2010 |
| ---- | ---- | ---- |
| 857  | ↗895 | ↘21  |